# 袁冰妍
袁 冰妍（ユエン・ビンイェン、Yuan Bingyan、1992年1月17日 - ）は、中華人民共和国上海市出身の中国人女優である。英名はクリスタル・ユエン。上海戯劇学院出身。

## 経歴
1992年、上海市で生まれる。両親が公務員のために忙しく、主に父方の祖父母によって養育された。幼少期は体が弱く、母の勧めで体力強化のために6歳の頃からダンスや琴を学んだ。後に上海舞踏学校によってスカウトされ、母の反対を押し切り自らの意思で上海芸術団（年少部門）に入団。劇団所属時は、フランス・オーストラリア・日本・アメリカ合衆国などへの海外遠征を経験したこともある。2010年、特待生として上海戯劇学院に入学し、優秀生徒として奨学金を与えられた。在学中の2012年に歴史ドラマ『イップ・マン』に秋剣雲役で出演し、女優デビューを果たした。
その後は『愛情公寓4』『銭塘伝奇』『隋唐英雄4』『布袋和尚新伝』などのドラマに出演した。ネット恋愛ドラマ『白衣校花与大長腿』で初主演を務めてブレイクし、同年の大型歴史ドラマ『末代皇帝传奇』において譚玉齢役を演じた。
その後もドラマ『蜀山戦紀之剣侠伝奇』『女医明妃伝〜雪の日の誓い〜』『老九門』『飛刀又見飛刀』『太極宗師之太極門』『玄門大師』などに出演した。
2018年、歴史ドラマ『明朝皇伝 〜大王への道〜』やファンタジードラマ『将夜 戦乱の帝国』において主演となり、特に『将夜 戦乱の帝国』ならびにその続編『将夜 冥王の子』で演じた書痴の莫山山は、代表的なハマり役のひとつとなった。2019年、武侠ドラマ『聴雪楼〜愛と復讐の剣客〜』で舒靖容役を演じた。2020年、仙侠ドラマ『琉璃〜めぐり逢う2人、封じられた愛〜』において褚璇璣役をキュートに演じた。2021年、共産党成立100周年記念ドラマ『理想照耀中国』に出演したほか、ラブストーリー『青春向前衝』の主演となった。2022年、「愛奇芸」のネット古装劇『祝卿好〜永遠の幸せを君に〜』に主演し、主人公の劉泠役を演じた。

## 人物
多数の作品で重要な役柄を演じ、人気女優としてのキャリアを着実に重ねている。特に、SNS「微博」のフォロワー数が2022年時点で約1500万人を超えるなど、多くのファンから熱烈な人気を獲得している。
上海戯劇学院で共に研鑽を積んだ同級生の人気女優ディリラバ（迪麗熱巴）とは、かねてより深い交友関係がある。

## 脱税事件
2022年7月4日に脱税が発覚。袁が代表を務める会社の所得税が未納だったことが報じられ、97万8000元(約2000万円)の罰金が科せられた。袁側は反省の意を表し、未納だった分と罰金を全て納めたことを公表したが、イメージモデルをしていたディオールなどの広告契約は全て解除。クランクインしていた最新作ドラマ『縁結びの妖狐ちゃん』もキャスト変更され降板した。2024年現在、幸いにも中国共産党から「不徳芸能人」には指定されておらず、微博などのSNSアカウントも封鎖されていないほか、過去の主演作品なども概ねネット配信上で視聴可能。だが、公開予定だった出演作品は配信開始のめどが立っておらず、お蔵入りの危機にある状態。

## 出演作品

### ドラマ
2013年
- 『イップ・マン』- 秋剣雲 役（※以下「役」省略）
- 『花非花霧非霧』- 小警察

2014年
- 『愛情公寓4』- 晴晴
- 『冷槍手』- 蔣玉珊
- 『白衣校花与大長腿』- 阮清恬（※ネットドラマ）
- 『銭塘伝奇』- 香芨芨・芨芨香
- 『隋唐英雄4』- 趙芙蓉
- 『布袋和尚新伝』- 金蓮公主
- 『末代皇帝传奇』- 譚玉齢

2015年
- 『向幸福出発』- 方寧
- 『白衣校花与大長腿2』- 阮清恬（※ネットドラマ）
- 『蜀山戦紀之剣侠伝奇』- 小蝶
- 『戦国紅顔之羋月伝奇』- 青児（※ネットドラマ）

2016年
- 『女医明妃伝〜雪の日の誓い〜』- 劉妃（明の英宗の嬪妃）
- 『羋月伝奇番外篇之邪悪遊戯』- 顧小青（※ネットドラマ）
- 『我是杜拉拉』- 左小茜
- 『老九門』- 丫頭
- 『幸福的季節』- 小仙女
- 『飛刀又見飛刀』- 水無傷

2017年
- 『太極宗師之太極門』- 陳如雨

2018年
- 『玄門大師』- 秋意（※特別出演）
- 『将夜 戦乱の帝国（中国語版）』- 莫山山（※ネットドラマ）
- 『明朝皇伝 〜大王への道〜』- 韓幼娘

2019年
- 『聴雪楼〜愛と復讐の剣客〜（中国語版）』- 舒靖容

2020年
- 『将夜 冥王の子（中国語版）』- 莫山山（※ネットドラマ）
- 『琉璃〜めぐり逢う2人、封じられた愛〜（中国語版）』- 褚璇璣

2021年
- 『理想照耀中国』- 蔣競武 ※《希望的方舟》編
- 『青春向前衝』- 唐可児

2022年
- 『祝卿好〜永遠の幸せを君に〜（中国語版）』- 劉泠（※ネットドラマ）

### 映画
- 『マッド・ドライバー』- 阿旭